# Elaphoglossum paramicola
Elaphoglossum paramicola är en träjonväxtart som beskrevs av A. Rojas. Elaphoglossum paramicola ingår i släktet Elaphoglossum och familjen Dryopteridaceae. Inga underarter finns listade.